# Cantalejo
Cantalejo (Gacería: Vilorio Sierte) è un comune spagnolo di 3 462 abitanti situato nella comunità autonoma di Castiglia e León.